# Melmoth
Melmoth este un oraș mic din provincia KwaZulu-Natal, Africa de Sud.